# Karina Flores
Karina Flores (auch Karina Grigorian oder Karina Grigoryan; * in Schachty, Oblast Rostow) ist eine armenisch-russische Opernsängerin (Sopran).

## Leben
Karina Flores studierte ab 1999 am Staatlichen Rachmaninow-Konservatorium in Rostow bei Margarita Hudaverdova. 2006 bis 2014 wirkte sie an der Moskauer Helikon-Oper. Ihre Ausbildung setzte sie parallel dazu 2008 bis 2010 bei Renata Scotto an der Accademia di Santa Cecilia in Rom fort.
2015 verkörperte sie am Tiroler Landestheater Innsbruck die Adriana Lecouvreur. 2016 debütierte Flores als Elisabetta in Verdis Don Carlos an der Opera Română Craiova. Am Landestheater Innsbruck war sie Amelia in Un ballo in maschera. Als Madama Butterfly war sie im Teatro Politeama di Lecce zu erleben. Es folgten Desdemona in Otello am Teatro Filarmonico di Verona sowie die Leonora in Il trovatore am Teatro Regio di Torino. In der operklosterneuburg debütierte sie 2021 als Leonora in La forza del destino und 2023 als Elisabetta in Don Carlo.
Im Konzertfach sang sie u. a. am Tschaikowsky-Konservatorium in Moskau in einer Verdi-Gala, beim Rostropovich Festival und in Schostakowitschs 14. Sinfonie in St. Petersburg. Außerdem trat sie in Benjamin Brittens War Requiem im Kennedy Center Washington auf und in Palma de Mallorca in der Messa da Requiem von Verdi.

## Auszeichnungen
- 2008 und 2009 Preise beim Galina-Wischnewskaja-Wettbewerb in Moskau sowie bei den Wettbewerben Ottavio Ziino in Rom und Flaviano Labò in Piacenza
- 2016 Nominierung in der Kategorie „Beste weibliche Hauptrolle“ für den Österreichischen Musiktheaterpreis in Wien